# 松居久左衛門 (3代目)
松居久左衛門 (3代)（まつい きゅうさえもん (さんだい)、明和7年（1770年）-安政2年5月22日（1855年7月5日））は、江戸時代末期の近江商人、「松居久右衛門」家の分家「松居久左衛門」家三代目。後に遊見と号した。

## 生涯
3代目松居久左衛門は、明和7年（1770年）近江国神崎郡位田村（現滋賀県東近江市五個荘竜田町）に2代目久左衛門の嫡子として生まれ、幼名を久三郎と言った。子供の頃から父と行商に出て商いを覚えた。文化6年（1809年）父が死去し、3代目久左衛門と名乗った。商いは近畿・尾張・遠江で繰綿・麻布を仕入れ信州・上州・江戸で売りさばき、帰りに生糸・絹布・紅花を仕入れ上方で売却を行った。また、江戸と京に出店を持ち、京には呉服染悉皆業の店を開いていた。
3代目久左衛門には多くの逸話が伝えられている。
- 千両箱を持ち手代と共に箱根峠を越えようとしていた時、二人の山賊がたき火をしていた。恐れる手代に構わず久左衛門は山賊に近づき「荷物を運んで下さい。運び終わったら望みの物を取らせましょう。」と言った。運送途中に一人の山賊が千両箱を抱えて闇の中に消えてしまった。慌てる手代に「放っておきなさい。どうせあの男には縁のない金、賭博か遊女につぎ込み元の木阿弥になるのは必定。働くことの尊さを知らず一生を台無しにするだけ。」と、久左衛門は全く動じず、追おうとする手代に後追いを辞めさせた。その姿を見てもう一人の山賊は感動し、千両箱を近江五個荘の本宅まで運んだ。その律義さに久左衛門は一目置き、自家に引き取り商売を教えたところ、山賊は一心不乱に働き、遂には大阪の店まで任されるようになった。
- 村一番の早起きであった久左衛門は、村中を歩き回り、肥料になる塵は田畑に投げ入れ、枯れ木や木片は竈の焚きつけように拾い集め、村を清潔に保つと共に塵ですら全てを利用した。
- 小杉五郎右衛門が加賀国での徳政令により売掛金の回収ができず、半病人状態になった時、久左衛門は「商人は得をするだけではない。損をした時こそ真の商人が生まれるものだ。」と言って諭した結果、五郎右衛門は立ち直り、「徳政令で諸国の信用を失った加賀は物不足で困っているはず、今なら現金商売で大きな利益を得られる」と考え、その結果、物は高く売れ巨利を得た。また、徳政令を盾に売掛金支払いに応じなかった加賀の商人も、信用大事として返済をしてくる所が出るに及んだ。また、大名貸において返済できないとしていた藩に、「用立てした金員は全額献上する」と申し出たところ、それでは申し訳ないと半額を返金してくるなど、諦めていた金も一部が戻ってきた[3]。
- またある人が、巨額の金を借りていながら久左衛門に対して恩を仇で返すような行為をしたので、皆が奉行所に訴えてこらしめるべきだとした。久左衛門は、「それは私の人を見る目がなかったことが原因だ。誰も恨まない。いま、貸した金を失っても彼が裕福になって道理を悟れば催促しなくても返ってくる。本人が返さないでも、その子孫が何かの形で返してくれればそれで良い。役人の手を煩わす必要は無い」と言った。
- ある日近くの百姓が鍬の首が落ちて使用できないので、鍬を貸してほしい旨久左衛門に申し出たところ、顔色を変えた久左衛門は鍬鋤は「百姓にとって一生の物、武士の大小刀と同じ、鍬鋤にろくに手入れもせず、人から借りれば良いと思っている百姓の田畑は荒れ果てて人並みの米の収穫は望め得ない。平生身分不相応な生活を行っているから、この様に不都合なことが起こるんだ」と散々に意見をした。
- ある日地方の知人が近江の本宅に来て、家と衣類の質素な事に驚き、商品を納めた蔵が立派なことにまた驚いた。商売の元手になるのは商品で、「商品を丁重に扱わねば商家に栄はない」と言う持論を持っていた。
- 久左衛門は声高に使用人を叱ることはなかった。使用人が商売に失敗しても暖かく迎え、物事を大切に良くした時は大いに褒めて僅かだが褒美銭を与えた。掃除が行き届いている時にも褒美銭を与えた。久左衛門は、「常に善行を認めてこれを褒賞すれば、自然に全ての人が忠実になるものだ」との考えに立っていた。

文化12年（1815年）から文政7年（1824年）の9年間で大名貸により久左衛門家では1万6千5百両が損失となった。それでも久左衛門家は各大名に対して、先に金額の大小により半額から全額献上を申し出た結果、大名貸の半分程度は回収を行う事ができた。以降久左衛門家では一切大名貸を禁止し、明治維新の混乱から大名家よりまったく資金が回収できず倒産する商人が多かった中、久左衛門家は踏みとどまることができた。
久左衛門は熱心な仏教徒で、代々先祖がそうであったように久左衛門も『遊見』との法号を用いた。久左衛門の一生は、豪商でありながら、夫婦・4人の子供・下男下女4人で6畳4間の質素な家に暮らし、木綿を着て食事は麦飯と一切生活上の華美を嫌った。しかし、貧民には金品を貸し与え立ち直りの切っ掛けとするよう働きかけ、道路や橋梁の補修に資金を出すなどして、一生懸命働こうとしている人には暖かく、そして皆のためになることにはお金を積極的に用いた。安政2年5月22日（1855年7月5日）久左衛門は大往生を遂げた。